# Gilbert Bougnol
Gilbert Bougnol, zapisywany także jako Émile Bougnol (ur. 31 sierpnia 1866 w Saint-Myon, zm. 20 października 1947 w Rueil-Malmaison) – francuski szermierz, medalista olimpijski. Kuzyn Alberta Ayata i Félixa Ayata, również szermierzy.
Wystąpił na Letnich Igrzyskach Olimpijskich 1900 w Paryżu. Zdobył srebrny medal w szpadzie zawodowców – lepszy okazał się jedynie jego kuzyn Albert Ayat. W szpadzie amatorów i zawodowców nie zdobył medalu, zajął piąte miejsce ex aequo z trzema innymi zawodnikami.